# August Barbier
Henri Auguste Barbier (ur. 29 kwietnia 1805 w Paryżu, zm. 14 lutego 1882 w Nicei) – dramaturg i poeta francuski, członek Akademii Francuskiej.

## Życiorys
Pod wrażeniem wydarzeń rewolucji lipcowej napisał w 1831 cykl wierszy Jambes. Po zwycięstwie powstańców styczniowych w bitwie pod Węgrowem napisał wiersz Atak pod Węgrowem, w którym przyrównał atak kosynierów na rosyjskie armaty do heroicznej walki Spartan pod Termopilami. Wkrótce określenie Polskie Termopile obiegło europejską opinię publiczną, przyczyniając się do wzbudzenia sympatii dla walki Polaków.
Był współautorem libretta do opery Hectora Berlioza Benvenuto Cellini.